# Hymno da Carta
Hymno da Carta ili na modernom portugalskom Hino da Carta (hrv. Himna povelje) službeno je proglašena nacionalnom himnom Kraljevine Portugala u svibnju 1834. godine. Carta označava Ustavnu povelju koju je Pedro I. dodijelio Portugalu. Himna je bila službena do 19. srpnja 1911., 9 mjeseci nakon što je Portugal postao republika, a zamijenjena je himnom A Portuguesa.

## Tekst
| Hymno da Carta                                                                                   | Hymno da Carta |
| Portugalski tekst                                                                                | Prijevod na hrvatski |
| Prva kitica                                                                                      | Prva kitica |
| ------------------------------------------------------------------------------------------------ | --- |
| Ó Pátria, Ó Rei, Ó Povo, Ama a tua religião, Observa e guarda sempre Divinal Constituição        | O, Domovino, Kralju i Narode, Volite svoju religiju, Gledajte i uvijek čuvajte Božanski Ustav!                                        |
| Refren                                                                                           | |
| Viva, viva, viva o Rei Viva a Santa Religião Viva, Lusos Valorosos, A feliz Constituição         | Živio, živio, živio Kralj! Živjela naša Sveta Religija! Živjeli, hrabri Luzitanci, Naš blagoslovljeni Ustav Naš blagoslovljeni Ustav! |
| Druga kitica                                                                                     | |
| Oh com quanto desafogo Na comum agitação Dá vigor às almas todas Divinal Constituição            | O, s kolikim olakšanjem U zajedničkoj vrevi Snagu daje svim dušama Naš Božanski Ustav!                                                |
| Refren                                                                                           | |
| Treća kitica                                                                                     | |
| Venturosos nós seremos Em perfeita união, Tendo sempre em vista todos Divinal Constituição       | Sretni ćemo biti U savršenom jedinstvu, Uvijek imajući na umu Naš Božanski Ustav!                                                     |
| Refren                                                                                           | |
| Četvrta kitica                                                                                   | |
| A verdade não se ofusca, O Rei não s'engana, não, Proclamemos, Portugueses, Divinal Constituição | Istina ne može biti skrivena, Kralj nije u zabludi, ne, Proglasimo, Portugalci, Naš Božanski Ustav!                                   |
| Refren                                                                                           | |

## Vanjske poveznice
- Notni list (eng. i port.)